# Karel Havlíček (politik)
Karel Havlíček (* 16. srpna 1969 České Budějovice) je český politik, podnikatel, ekonom, vysokoškolský pedagog. V letech 2013 až 2019 působil jako předseda představenstva Asociace malých a středních podniků a živnostníků ČR. Na konci dubna 2019 se stal ministrem průmyslu a obchodu ČR ve druhé Babišově vládě jako nestraník za hnutí ANO, zároveň zastával post místopředsedy této vlády. V lednu 2020 byl navíc pověřen i řízením Ministerstva dopravy ČR. V říjnu 2021 byl zvolen poslancem Poslanecké sněmovny PČR, následně vstoupil do hnutí ANO a v únoru 2022 se stal jeho 1. místopředsedou. V únoru 2022 byl zvolen místopředsedou Poslanecké sněmovny PČR. Od února 2023 vede stínovou vládu hnutí ANO. Od září 2024 je také zastupitelem Středočeského kraje.

## Život
Chodil na střední průmyslovou školu stavební. Dále vystudoval obor pozemní stavby na Stavební fakultě Českého vysokého učení technického v Praze. Promoval v roce 1992 a získal titul inženýra, v roce 1998 pak získal titul MBA na PIBS při Manchester Metropolitan University. Doktorské studium oboru ekonomika a management dokončil v roce 2004 na Fakultě podnikohospodářské Vysoké školy ekonomické v Praze (získal titul Ph.D.), kde se rovněž na Fakultě financí a účetnictví v roce 2014 habilitoval na docenta.
Karel Havlíček je ženatý a má dvě děti. Ve volném čase se věnuje rodině a je velkým fanouškem rockové a folkové hudby, o níž příležitostně psal články. Hovoří anglicky, německy, rusky a částečně španělsky, francouzsky a čínsky.
Od roku 2010 s manželkou rekonstruoval Památník Karla Filipa ze Schwarzenbergu v Českém Krumlově.

## Profesní kariéra
V letech 1991 až 2001 byl ředitelem firmy Elcom. Následně v letech 2001 až 2007 pracoval na pozici obchodního ředitele firmy Sindat a zahájil expanzi skupiny na více než 60 světových trhů; v roce 2007 se stal jejím generálním ředitelem a od roku 2015 byl jejím majoritním vlastníkem s podílem 58 %, a to prostřednictvím firmy F-Comp. Skupina Sindat Group se zaměřuje především na textilní průmysl. V průběhu své činnosti ale firma SINDAT kupovala a prodávala podíly v průmyslových odvětvích chemie, textilu a stavebních materiálů a vlastnila průběžně napřímo nebo přes další majetkové účasti podíly ve více než 50 společnostech. Založil a byl předsedou představenstva jednoho z nejúspěšnějších výzkumných klastrů v ČR a EU, Nanoprogress. Před nástupem na vládní pozice na jaře 2019 odešel z funkce jednatele ve společnostech Sindat a SinBio a z dozorčí rady Tylexu Letovice. a z funkce předsedy dozorčí rady ovládající společnosti holdingu firmy F-Comp a z pozice statuárního orgánu v klastru Nanoprogress. Před nástupem do ministerské pozice se tak zbavil všech majetkových účastí a ukončil podnikání. Havlíčkovým podnikatelským aktivitám se věnovala též nezávislá média, která upozornila na nesoulad mezi Havlíčkem prezentovanými úspěchy a reálnými hospodářskými výsledky. Fakta ovšem jasně ukazují, že společnost Sindat, kde byl Havlíček generálním ředitelem a jednatelem byla za celou dobu jeho působení ve vedení (od roku 2001) vždy v zisku. 

### Členství a funkce
Od roku 2010 zastával pozici předsedy představenstva Asociace malých a středních podniků a živnostníků ČR, kterou v roce 2000 spoluzakládal. Od roku 2014 byl členem vládní Rady pro výzkum, vývoj a inovace. a od roku 2018 do roku 2022 byl jejím místopředsedou Zasedal v minulosti dále ve vládní Radě pro veřejné investování, Podnikatelské radě, Řídícím výboru pro implementaci Exportní strategie ČR nebo v poradních výborech CzechInvest a CzechTrade. S nástupem do vládní pozice odstoupil v dubnu 2019 z funkce předsedy představenstva AMSP ČR a odešel rovněž ze všech dalších funkcí v asociaci. V rámci vládního angažmá zasedal v Radě vlády pro výzkum, vývoj a inovace, dále v Radě pro energetickou a surovinovou koncepci, Podnikatelské radě, Radě pro veřejné investování a Radě hospodářské a sociální dohody, tzv. tripartitě (Radě hospodářské a sociální dohody) Od r. 2022 je členem dozorčí rady Státního fondu dopravní infrastruktury.

### Akademické působení
Je spjat s Vysokou školou finanční a správní, kde vedl Fakultu ekonomických studií a garantuje studijní program Ekonomika a management. Na téma malých a středních podniků napsal několik odborných knih, řadu vysokoškolských skript a publikoval v tuzemsku i zahraničí desítky recenzovaných článků, z toho dvacet v zahraničních periodikách. Z těchto dvaceti článků bylo osm v časopise European Research Studies Journal. Tento časopis byl v době, kdy Havlíček v časopise publikoval své první články, zařazen v prestižní databázi Scopus. Následně z ní byl v roce 2018 vyřazen pro pochybnosti o publikačních standardech časopisu, projevující se v letech 2016 až 2017, a jeho vydavatelství je podezřelé z vydávání predátorských časopisů. Poslední Havlíčkova publikace v tomto časopise byla v roce 2018. V současné době není tento časopis zařazen v ani jedné ze dvou celosvětově respektovaných "recenzovaných" databází vědeckých časopisů (Scopus a Web of Science) a je zařazen na seznam predátorských časopisů na rok 2025. Varšavská univerzita dává tento časopis za příklad predátorského časopisu. Havlíček působil jako člen redakční rady, tedy jeho zodpovědností byla kontrola nezávislosti a kvality publikační činnosti tohoto časopisu.
Další tři Havlíčkovy články byly v ruských časopisech, kde přinejmenším ve dvou je poplatek za publikaci v řádu tisíců korun. Dvanáct ze všech publikovaných textů je označeno jako výsledky určené pro českou databázi vědeckých výsledků RIV, z toho dva ze zmíněného European Research Studies Journal. Pouze u tří z nich je Havlíček jako první autor.                                                                                                                                                                                                                  
Havlíček je autorem modelu řízení malých a středních firem na bázi M-C, který podle svých slov dlouhodobě rozvíjí a uvádí do praxe. Dne 4. prosince 2013 obhájil na Fakultě financí a účetnictví habilitační práci a byl jmenován docentem pro obor Účetnictví a finanční řízení s účinností od 1. ledna 2014. Je hlavním autorem a koordinátorem autorského týmu Inovační strategie ČR – “Czech Republic: The Country For The Future”, je členem vědecké rady VŠFS.
Ve svém výzkumu se soustředil na úlohu malých a středních podniků v evropské i národní ekonomice a na nové zdroje a přístupy ve financování podniků. S nástupem do vlády odstoupil z pozice děkana fakulty ekonomických studií VŠFS.[zdroj?]
Havlíček se roku 2018 zúčastnil založení čínského Konfuciova institutu na Vysoké škole finanční a správní, jehož provoz během své návštěvy Prahy slavnostně zahájila členka čínského Politbyra a někdejší vedoucí Oddělení práce na jednotné frontě ÚV KS Číny Sun Čchun-lan.

## Politické působení
Dne 10. dubna 2019 oznámil premiér Andrej Babiš, že ho navrhuje do funkce ministra průmyslu a obchodu ČR. Prezident Miloš Zeman ho následně dne 30. dubna 2019 do této funkce skutečně jmenoval, v úřadu tak vystřídal Martu Novákovou. Zároveň se stal místopředsedou druhé vlády Andreje Babiše pro hospodářství.
Dne 20. ledna 2020 oznámil premiér Andrej Babiš, že má Havlíček nahradit Vladimíra Kremlíka ve funkci ministra dopravy ČR, poté co Babiš oznámil Kremlíkovo skončení ve vládě. Podle Andreje Babiše nemá jít o dočasné řízení, nýbrž trvalé, tudíž má Havlíček vést dva resorty. Řízením Ministerstva dopravy ČR byl pověřen s účinností ode dne 24. ledna 2020.
Ve volbách do Poslanecké sněmovny PČR v roce 2021 byl z pozice nestraníka lídrem hnutí ANO 2011 ve Středočeském kraji. Získal 22 592 preferenčních hlasů a byl zvolen poslancem. Dne 19. října 2021 vstoupil do hnutí ANO, jehož se stal v únoru 2022 prvním místopředsedou, když pro něj hlasovalo 82 z 93 delegátů sněmu. Dne 18. února 2022 byl po několika neúspěšných hlasováních zvolen místopředsedou Poslanecké sněmovny PČR.
V únoru 2023 se stal předsedou stínové vlády hnutí ANO, když ve funkci nahradil předsedu hnutí Andreje Babiše. Sám Babiš jej pak označil společně s Alenou Schillerovou za novou hlavní tvář hnutí.
Na sněmu hnutí v únoru 2024 obhájil funkci prvního místopředsedy hnutí, když získal 91 z 98 hlasů delegátů.
V krajských volbách v roce 2024 kandidoval do Zastupitelstva Středočeského kraje z posledního 70. místa kandidátky hnutí ANO. Vlivem preferenčních hlasů však skončil první, a získal tak mandát zastupitele.
Ve volbách do Poslanecké sněmovny PČR v roce 2025 je lídrem hnutí ANO v Praze.

## Kontroverze
Koncem srpna 2019 se Havlíček jako ministr průmyslu a obchodu v Babišově vládě údajně sešel s druhým mužem ruské jaderné společnosti Rosatom. Rosatom se v té době spolu s dalšími firmami snažil získat miliardovou zakázku na dostavbu jaderného bloku v Dukovanech. Před aktivitami Rusů kolem energetiky tehdy varovala mimo jiné česká kontrarozvědka BIS. Ve skutečnosti se Havlíček jako ministr scházel se všemi potenciálními dodavateli jádra, tedy i s americkým Westinghouse, francouzským EDF nebo jihokorejským KHNP (zdroj…) Postup v rámci přípravy jádra a oslovování potenciálních dodavatelů byl odsouhlasen na Bezpečnostní radě státu, za účasti všech bezpečnostních složek, a to včetně toho, že Rosatom byl součástí tzv. bezpečnostního posouzení. Na základě vrbětických událostí byl na základě návrhu Havlíčka a následném schválení vládou v dubnu 2021 Rosatom definitivně vyloučen z bezpečnostního posouzení tendru na Dukovany.
V lednu 2025 Havlíček oznámil, že pokud se ANO dostane do příští vlády, bylo by vhodné přesunout tzv. muniční iniciativu z Česka na úroveň NATO, konkrétně na NATO SUPPORT AND PROCUREMENT AGENCY (NSPA) AGENTURA NATO PRO PODPORU A POŘIZOVÁNÍ. Premiér Fiala to komentoval s tím, že ANO není proruské, ale vychází vstříc Putinovi (42) Důvodem navrženého přesunu byl přitom značně netransparentní postup Fialovy vlády, spojený s předraženými nákupy pochybných dodavatelů a nízkou kvalitou. Stejné pochybnosti zmiňovala přitom i německá média. 

### Sporné podnikání
Měsíčník Reportér v červnu 2019 poukázal v článku „Insolvence, dotace, kmenové buňky. Obchody pana ministra“ na sporné podnikání Karla Havlíčka v minulosti, které podle autora vyvolává pochyby. V 90. letech začal podnikat v obchodu s elektronikou, pracoval ve firmě ElCom, kde později působil jako jednatel. Společnost ElCom skončila v březnu 2003 v konkurzu, který bývalí obchodní partneři označují za připravený podraz. To se nakonec neprokázalo, navíc ve společnosti Karel Havlíček ukončil v r. 2001 svůj pracovní poměr, kdy se stal obchodním ředitelem průmyslové skupiny SINDAT. Podle stejného zdroje skončil v insolvenčním řízení také výrobce umělého kamene Technistone, kde měl SINDAT předtím majetkový podíl. Ten ovšem v době světové finanční krize prodal, a to investiční skupině M.L. Moran. a na řízení společnosti ani na proběhlou reorganizací s novými vlastníky i managementem neměl žádný vliv. Karel Havlíček se skupinou Sindat investoval mj. do holdingu SinBio zabývajícího biomedicínou. V biomedicínské skupině investovali desítky milionů korun a založili řadu start-up firem a rovněž jeden z výzkumných klastrů v ČR a EU Nanoprogress, kde byl předsedou představenstva a kde za jeho působení získal klastr prestižní evropské ocenění. Jednou z investic bylo i získání minoritního podílu ve společnosti Akademie věd ČR, firmě Bioinova, která byla založena, spravována a vlastněna Ústavem experimentální medicíny AV ČR (ÚEM). Firma Bioinova v roce 2012 získala státní souhlas ke klinické studii na použití kmenových buněk u pacientů trpících amyotrofickou laterální sklerózou. Jako lékařská autorita vystupovala v této studii profesorka Eva Syková, ředitelka hlavního vlastníka, Ústavu experimentální medicíny. Firma Bioinova poskytovala vyrobené kmenové buňky řádně několika subjektům, přičemž jeden z odběratelů buněk, Nadace buněčné terapie (ÚEM) je poskytovala dalším pacientům. Firma Bioinova, kde měl v té době hlavní majetkový podíl Ústav experimentální medicíny AV ČR, tehdy přispívala z vlastních zdrojů na fungování Nadace, majetkově s ní ale nebyla nijak nikdy propojena.
Ze zákona jsou studie pro testované pacienty zdarma, ale pacienti údajně platili nadaci ÚEM sto padesát tisíc za jednu dávku buněk. Formálně šlo ovšem o „dar.“ Účinnost léčby je dále zkoumána v klinických studiích. Firma Bioinova byla pouze výrobcem buněk, nikdy je nedodávala pacientům. Vedení akademie věd, v jejímž objektu firma Bioinova sídlila a kde se prováděly studie, si nechal provést kontrolu za období od roku 2013 do počátku roku 2016. Na jejím základě pak vedení akademie konstatovalo, že Eva Syková manažersky i eticky selhala stejně jako někteří její kolegové z ÚEM Akademie věd. Podle této zprávy jednali spíš v zájmu soukromé firmy než veřejné instituce a údajně zapříčinili postupné ovládnutí Bioinovy soukromými investory. Ti byli podle finančních výkazů ve skutečnosti spíše sponzory výzkumů ÚEM AV ČR, neboť veškeré prostředky šly na výzkum pod gescí ÚEM AV ČR. Zpráva také uvádí, že firmy vlastněné AV ČR a soukromými subjekty zase například využívaly velmi drahé čisté prostory, ale platily za standardní, nebo že některé drahé přístroje nakupoval ústav, ale využívala rovněž Bioinova, která byla ústavem přitom vlastněna. Kauza vešla ve známost také díky pořadu Reportéři ČT Obchod s nadějí. Jakékoliv právní pochybení profesorky Sykové se ovšem nikdy neprokázalo. Firma Bioinova působí doposud a rozvíjí produkty v oblasti buněčné terapie.

## Publikace

### Odborné publikace
- Havlíček, K.: Small Business. Management & Controlling.The Open International University of Human Development ‘Ukraine’. Kyjev 2014
- Havlíček, K.: Management & Controlling malé a střední firmy, Eupress, Praha 2011, aktualizované vydání 12/2012
- Kašík,M.,Havlíček K.: Marketing při utváření podnikové strategie.3.aktualizované vydání, Eupress, Praha 2015
- Kašík,M.,Havlíček K.: Marketing při utváření podnikové strategie.2.rozšířené vydání, Eupress, Praha 2012
- Kašík,M.,Havlíček K.: Marketing při utváření podnikové strategie. Eupress, Praha 2009,
- Havlíček.K, Kašík M.: Marketingové řízení malých a středních podniků. Management Press, Praha 2005

### Skripta a odborné manuály
- Havlíček, K., Břečková, P..: Manuál řízení exportních rizik malé a střední firmy, Eupress, 2015
- Havlíček K.: Inovační manuál malé a střední firmy. AMSP, Praha 2012
- Havlíček K.: Úloha manažerů v řízení podniků. Eupress, Praha 2009
- Havlíček K.,Kašík M.: Marketingové řízení zahraničního obchodu. Eupress, Praha 2006, dotisk 2008
- Kašík M.,Havlíček K.: Podnikový marketing. Eupress, Praha 2004,